# Rimforsa
58°8′18.449″N 15°40′53.796″Ø / 58.13845806°N 15.68161000°Ø
Rimforsa er en svensk by i Kinda kommune i Östergötlands län i Östergötland. I år 2010 havde byen 2.238 indbyggere.
Rimforsa ligger mellem Kisa og Linköping, ved søerne Åsunden og Järnlunden, og passeres af riksvei 34 og jernbanen Stångådalsbanan, som har station i byen. Rimforsa er kommunens næststørste by, efter Kisa. Der er busforbindelser til Linköping og Kisa. Stedet kan nås ad vandvejen via Kinda kanal.

## Eksterne kilder og henvisninger
1. ↑  Tätorter, arealer, befolkning Statistiska centralbyrån.